# 旱金莲

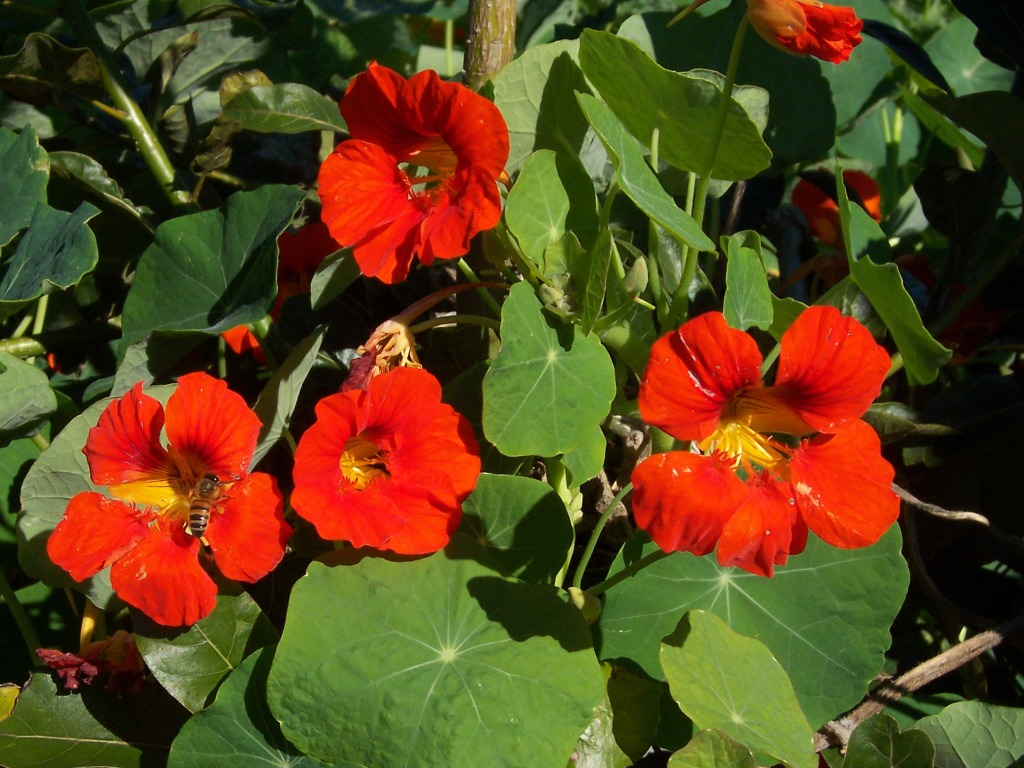

旱金蓮（學名：Tropaeolum majus）又名金蓮花，十字花目旱金蓮科旱金蓮屬植物，與另一個同名的金蓮花（Trollius chinensis，毛茛目毛茛科金蓮花屬）不同。
在台灣俗稱的金蓮花，實際上是旱金莲。

## 原產地
南美洲、秘魯、玻利維亞至哥倫比亞的安地斯山脈中。

## 繁殖
繁殖方式有播種和扦插兩種，種子很大，容易播種，發芽適溫為15-20℃，一般來說，春、秋兩季均是播種適期，但春季太晚播種遇到夏季高溫會不利開花，播種前種子先浸水二十四小時較容易發芽，種子有嫌光性，播後要略為覆土，約十天後可發芽，待本葉二至三枚時即可移植。
行扦插繁殖時，於春季剪取嫩莖插於沙床，栽培期間可用肥料稀釋1000倍後，每五至十天噴灑一次促進發根。

## 品種
- 皮奇·梅爾巴（PeachMelba），株高25～30厘米，花深橙色。米色草莓（StrawberriesandCream），株高25～30厘米，花米黃色，中心有橙色斑點，耐乾旱。
- 冰草莓（StrawberriesIce），株高25厘米，花橙色，中心具紅色斑點，葉藍綠色。精華（TIPTOP），株高25～30厘米，花大，花徑6厘米，花色有橙、橙紅、黃和黑色。
- 精華（TIPTOP），株高25～30厘米，花大，花徑6厘米，花色有橙、橙紅、黄和黑色。
- 湯姆拇指（TomThumb），矮生種，株高15～20厘米，花朵緊湊，多色。

半重瓣花
- 非洲寶石（JewelofAfrica）蔓長1．2～1．5米，葉片有紅色斑紋，花色有鮮紅、橙、黃、棕、米色和雙色等；
- 直升飛機（Whirly－bird），株高30厘米，花色玫瑰紅、金黃、橙、紅等；
- 米色直升飛機（WhirlybirdCream），株高30厘米，花米黃色，葉片深綠色。

觀葉觀花種
- 阿拉斯加（Alaska），株高30～40厘米，葉片具黃白色斑紋，花色有橙、黃、杏黃、玫瑰紅、粉紅、鮮紅和米黃色等；
- 印度女皇（EmpressofIndia），株高25～30厘米，葉片淡紫色至藍色，花硃紅色，緊湊。

重瓣花
- 重瓣閃光（DeubleGleam），株高20厘米，花橙、黃、橙紅等色；
- 重瓣矮寶石（DoubleDwarfJewel），株高30厘米，花有金黃、橙紅、淡黃、深紅和玫瑰紅等色。

## 營養成分和功效
在國外，金蓮花是最具代表性的食用花之一，新鮮的葉和花可拌沙拉食用，具有像山葵的辛辣味，含有豐富的維他命C和鐵質。而由金蓮花提煉出的精油成分據說有增強元氣，改善情緒的功能。富含的維生素、胡蘿蔔素以及其他微量元素能有效補充細胞的營養，既可活血養顏，也有提神醒腦的作用。
金蓮花富含生物鹼和黃酮類物質，在御用配研基礎上經科學研製加工而成的金蓮花茶，具有消炎止渴、清喉利咽、清熱解毒、滋陰降火、排毒養顏、養陰清熱和消火殺菌的功效，對慢性咽炎、喉炎、扁桃體炎和聲音嘶啞者有消炎，預防和治療作用，對老年人便秘有一定療效。
金蓮花味苦，性寒，含生物鹼、黃酮類，有清熱解毒，可治療於上呼吸道感染、扁桃體炎、咽炎、急性中耳炎、急性鼓膜炎、急性淋巴管炎、口瘡等功效。

## 食用禁忌
性寒，味苦，且具毒性，不宜過量或長期服用。脾胃虛寒的患者慎用。

## 常見同屬觀賞種
- 鉤狀金蓮花（T．aduncum），花黃色，夏季開花。
- 天藍金蓮花（T．azureum），花藍、綠和白色，10月開花。
- 小金蓮花（T．minus），花黃、紅色，夏季開花。
- 五葉金蓮花（T．pentapHyllum），花紫色，夏季開花。
- 多葉金蓮花（T．polypHyllum），花黃色，6月開花。
- 美麗金蓮花（T.speciosum），花紅色，夏季開花。

## 延伸阅读
[在维基数据编辑]
 《植物名實圖考·金蓮花》，出自吳其濬《植物名實圖考》

## 外部連結
- 旱金蓮, Hanjinlian （页面存档备份，存于） 藥用植物圖像數據庫 (香港浸會大學中醫藥學院) （繁體中文）（英文）